# Jorge Viterbo Ferreira
Jorge João Viterbo Ferreira (Oporto, 20 de junio de 1994) es un jugador portugués de Ajedrez.

## Estudios
Jorge Viterbo Ferreira estudió Filosofía en la Facultad de Filología de la Universidad de Oporto. Actualmente estudia lógica en la Universidad de Ámsterdam.

## Carrera deportiva
En el campeonato de Portugal del año 2015,  se clasificó en segundo lugar detrás de António Fernandes.
Con Portugal, jugó como primer tablero en la Olimpiada sub-16 de 2010 celebrada en Burdur. También ha participado, con la selección absoluta, en las Olimpíadas de ajedrez de Estambul 2012, defendiendo el cuarto tablero y Tromsø 2014 donde jugó como segundo tablero, consiguiendo un resultado positivo en ambas ocasiones.
Desde su infancia juega en el equipo portugués Grupo Desportivo Dias Ferreira de Matosinhos, participando en la Copa de Europa de Clubes de 2015 disputada en Skopje, jugando en el primer tablero. 
Es Maestro Internacional desde octubre de 2013. Las Normas requeridas para ello las alcanzó en el IV Campeonato Iberoamericano celebrado en Quito en abril de 2012, en el Campeonato de Portugal por equipos, en Matosinhos (julio de 2012), donde terminó invicto, y en el Torneo Cerrado del Grupo Cultura Covadonga, disputado en Gijón en agosto de 2013. También consiguió una norma de Gran Maestro en el campeonato de Portugal por equipos de los años 2014-2015 defendiendo el primer tablero del Grupo Desportivo Dias Ferreira.
Tiene un ELO de 2498 en la lista de junio de 2016, siendo a esa fecha el primero entre los jugadores portugueses.